# Vertretung der Freien Hansestadt Bremen bei der Europäischen Union
Die Vertretung der Freien Hansestadt Bremen bei der Europäischen Union ist die Landesvertretung der Freien Hansestadt Bremen bei der Europäischen Union mit Sitz in Brüssel.
Sie unterstützt den Senat in der Umsetzung seiner Europapolitik.
Die Vertretung ist in der Avenue Palmerston 22 in Brüssel beheimatet, im Umfeld vieler weiterer Regionalvertretungen und nahe der Europäischen Kommission, dem Rat und dem Europäischen Parlament.

## Organisation
Die Vertretung gehört derzeit zur Abteilung Europa bei der Senatorin für Wirtschaft, Arbeit und Europa.
Neben dem Standort Brüssel verfügt die Europaabteilung auch über einen Standort in Bremen. Der EuropaPunktBremen im Gebäude der Bürgerschaft am Bremer Marktplatz ist ebenfalls organisatorisch der Europaabteilung zugeordnet.
Die Fachressorts des Bremer Senats sind durch derzeit sieben Fachreferenten in Brüssel repräsentiert. Gleichzeitig gibt es in allen Senatsressorts Europabeauftragte, die die europabezogenen Belange ihres Ressorts wahrnehmen.

## Aufgaben und Ziele

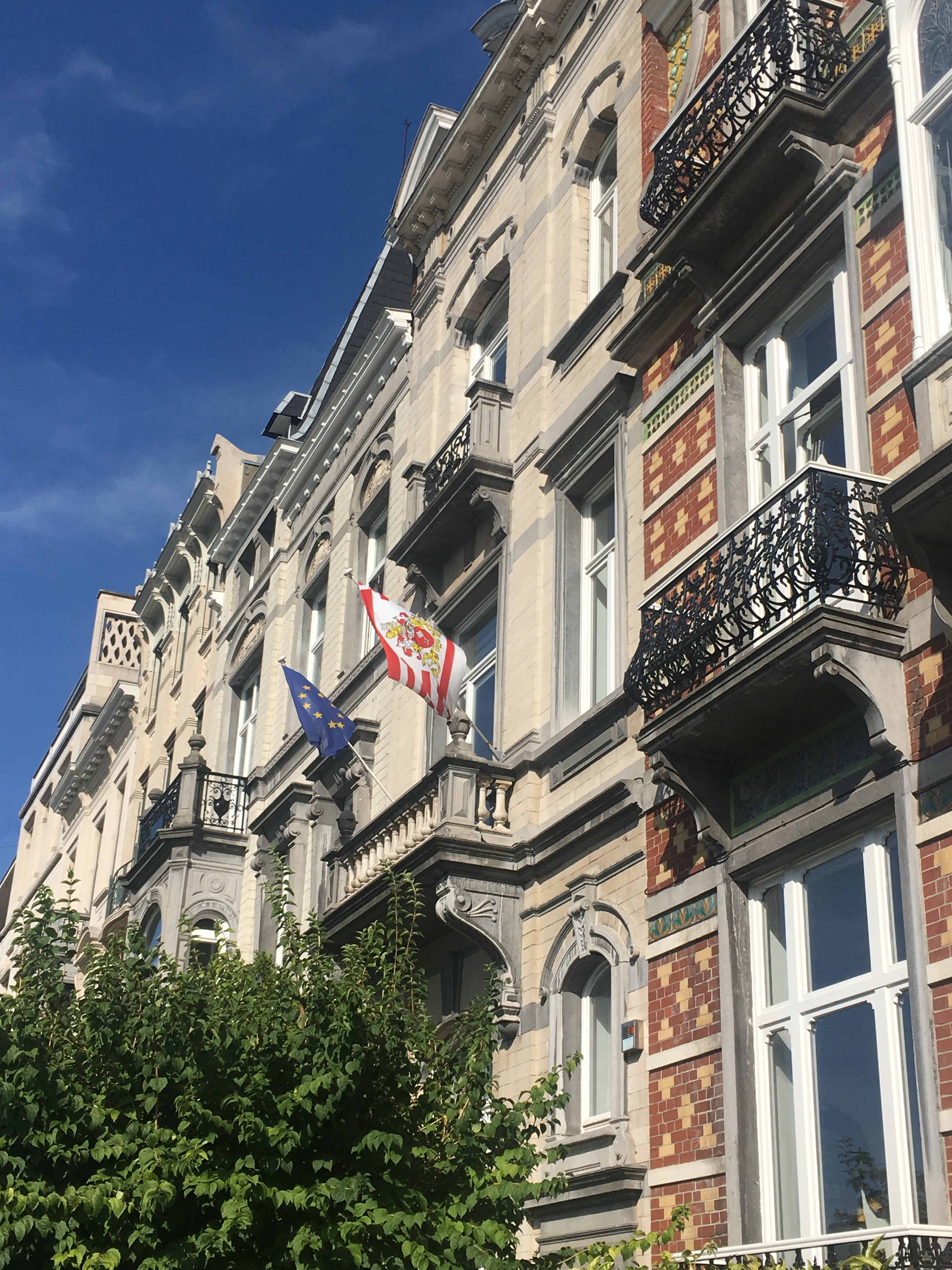
Blick auf die Vertretung in der Avenue Palmerston

Nach Art. 23 Abs. 2 und Artikel 50 Grundgesetz wirken die Länder über den Bundesrat in Angelegenheiten der Europäischen Union mit. Rechtsgrundlage für die Arbeit der Vertretung ist § 8 des Gesetzes über die Zusammenarbeit von Bund und Ländern in Angelegenheiten der Europäischen Union (EUZBLG).
Nach den Staatszielbestimmungen in der Landesverfassung der Freien Hansestadt Bremen fördert Bremen die grenzüberschreitende regionale Zusammenarbeit, die auf den Aufbau nachbarschaftlicher Beziehungen, auf das Zusammenwachsen Europas und auf die friedliche Entwicklung der Welt gerichtet ist (Art. 65 Abs. 2 der Landesverfassung).
Die Vertretung der Freien Hansestadt Bremen bei der Europäischen Union nimmt die Interessen des Landes auf europäischer Ebene wahr:
- Sie informiert den Senat frühzeitig über europapolitische Entwicklungen und nimmt landesspezifische Interessen bei den EU-Institutionen wahr.
- Sie unterrichtet den Ausschuss für Bundes- und Europaangelegenheiten, internationale Kontakte und Entwicklungszusammenarbeit der Bremischen Bürgerschaft über aktuelle europäische Gesetzgebungsvorhaben (vgl. Art. 79 Abs. 2 der Landesverfassung).
- Sie betreut die Bremer Mitglieder des Europäischen Ausschusses der Regionen (AdR) bei ihren Besuchen in Brüssel und unterstützt deren Arbeit inhaltlich.
- Sie berät Wirtschaft, Verbände, und Forschungseinrichtungen bei der Nutzung von EU-Förderprogrammen und vermittelt Kontakte.
- Sie ist Ansprechpartnerin für Unternehmen, Bildungs- und Forschungseinrichtungen sowie einzelne Bürger.
- Sie dient als „Schaufenster Bremens und Bremerhavens in Brüssel“. Im Zuge dessen organisiert sie Veranstaltungen mit Bremer Akteur aus Kunst und Kultur.
- Mit Fachvorträgen und Hospitationsprogrammen steigert sie die Europakompetenz der Bremer Verwaltung.
- Durch den Austausch mit europäischen Partnern und politischen Netzwerken sollen grenzübergreifende Kooperationsprojekte ausgebaut werden.

In einem europapolitischen Newsletter informiert die Europaabteilung außerdem über aktuelle politische Entwicklungen in Brüssel.

## Geschichte
Die Freie Hansestadt Bremen ist seit 1987 in Brüssel vertreten.
Die Eröffnung der Vertretung, damals als „Informationsbüro Bremen“, durch den damaligen Bürgermeister Klaus Wedemeier (SPD) fand am 22. Juni 1987 statt. Damit war sie die fünfte Vertretung eines deutschen Bundeslandes in Brüssel. Das Informationsbüro wurde durch Karin Jöns (SPD) aufgebaut, die das Büro bis 1994 leitete.
Auf sie folgte der damalige Justiz-Staatsrat Manfred Mayer-Schwinkendorf (SPD), dessen Leitung jedoch mit dem Zerbrechen der Ampel-Regierung und der daraus folgenden Neuaufstellung des Senats unter der Großen Koalition nach einem Jahr endete.
1995 wurde in Bremen eine Europaabteilung mit insgesamt vier Referaten eingerichtet, deren Leitung der Staatsrat für Europaangelegenheiten im Wirtschaftsressort Günter Niederbremer (CDU) übernahm. Gleichzeitig übernahm Niederbremer damit die Leitung der Vertretung in Brüssel.
1999 wurden die Vertretung in Brüssel und die EU-Referate in Bremen zu einer Abteilung verbunden und an den Bevollmächtigten beim Bund, für Europa und Entwicklungszusammenarbeit angebunden. Seitdem wird die Bezeichnung „Vertretung der Freien Hansestadt Bremen bei der EU“ verwendet.
Zuständiger Bevollmächtigter beim Bund, für Europa und Entwicklungszusammenarbeit war von 1999 bis 2001 Erik Bettermann (SPD), auf ihn folgte von 2001 bis 2011 Kerstin Kießler (SPD), die bis zu den Wahlen 2007 für den Europabereich zuständig war.
Der Bereich wurde dem Senator für Umwelt, Bau, Verkehr und Europa, Dr. Reinhard Loske (Bündnis 90/DIE GRÜNEN), zugeordnet, für Europa zuständiger Staatsrat war Wolfgang Golasowski (parteilos).
Nach der WahI 2011 ging der Europabereich erneut zur Bevollmächtigten über, damals Eva Quante-Brandt (SPD), es folgte von 2012 bis 2019 Ulrike Hiller (SPD), Nach der Wahl 2019 wurde die Europaabteilung der Senatorin für Wirtschaft, Arbeit und Europa angegliedert, zuständige Staatsrätin war von 2019 bis 2020 Susanne Ahlers (parteilos), seit November 2020 ist Kai Stührenberg (Die Linke) der zuständige Staatsrat für Arbeit und Europa.
Von 1999 bis 2017 war Christian Bruns Leiter der Europaabteilung und der Vertretung. Seit 2018 ist Tanja Baerman Leiterin der Europaableitung und der Bremer Vertretung.

## Das Haus in der Avenue Palmerston 22

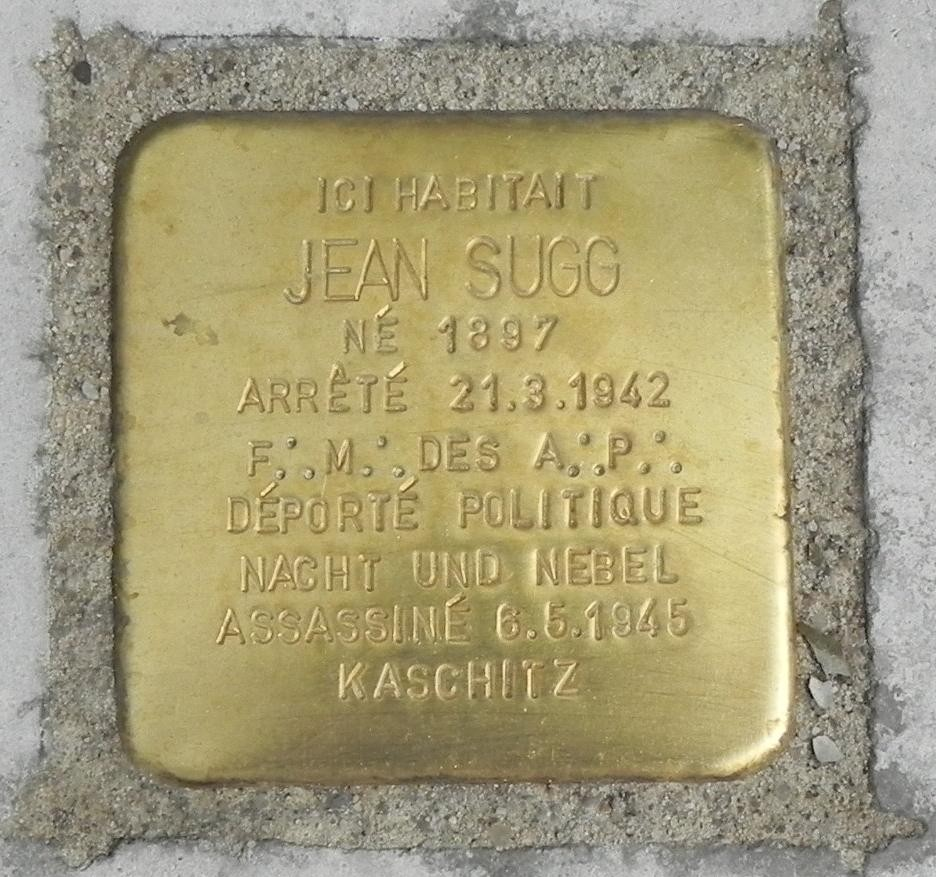
Der Stolperstein vor der Vertretung in Gedenken an den Widerstandskämpfer Jean Sugg

Seit 1999 sitzt die Bremer Vertretung bei der Europäischen Union in der Avenue Palmerston 22 in Brüssel. Zuvor befand sich das Verbindungsbüro der Freien Hansestadt Bremen am Boulevard Clovis.
Das Haus der Vertretung in der Avenue Palmerston hat eine bewegte Geschichte. Hier lebte Jean Sugg (* 8. September 1897 in Gent), ein Widerstandskämpfer und Freimaurer, der am 21. März 1942 von der Geheimen Feldpolizei verhaftet und im Zuge des so genannten „Nacht-und Nebel-Erlasses“ nach Deutschland deportiert wurde.
Im Konzentrationslager Esterwegen gründete er am 15. November 1943 mit anderen Widerstandskämpfern und politischen Gefangenen „Liberté chérie“, soweit bekannt die einzige auf dem Boden eines Konzentrationslagers gegründete Freimaurerloge.
Seit 2012 erinnert ein Stolperstein vor der Vertretung an Jean Sugg und sein Leben.